# 韩立成
韩立成（1938年12月—2017年12月21日），吉林长春人。中华人民共和国政治人物。

## 生平
1960年至1965年在吉林大学历史系历史专业学习。1965年至1970年，为吉林省政治学校、省革委会政治部组织组干部。1970年至1979年，先后在吉林省办公厅常委办公室、省委揭批四人帮办公室、省委办公厅任干事、秘书。1979年至1982年，任中华人民共和国农垦部办公厅秘书、农牧渔业部人事局科技干部处副处长。1982年至1983年，任河北省委办公厅秘书、省委研究室副主任。1983年至1984年，任保定市委副书记。1984年至1988年，任保定市委书记。1988年至1990年，任中共保定市委书记兼市政协主席。1990年至1991年，任中共河北省委常委、宣传部部长。1991年至1997年，任中共河北省委常委、宣传部部长，省社科联主席。1998年任河北省政协副主席。中共十三大、十四大、十五大代表。
2017年12月21日，因病医治无效，在石家庄逝世，享年79岁。